# La tana del Verme Bianco
La tana del Verme Bianco (The Lair of the White Worm) è un romanzo scritto da Bram Stoker nel 1911, ispiratosi alla leggenda popolare del Lambton Worm.

## Trama
La storia si svolge nel 1860, Adam Salton è un giovane australiano che riceve una lettera da suo prozio Richard Salton, appartenente al ramo inglese della famiglia, con il quale Adam ha perso i contatti.  Nella lettera, l'anziano Richard chiede al suo pronipote di trasferirsi in Inghilterra, al suo palazzo chiamato Lesser Hill, nell'antico regno di Mercia. Dal momento che i due sono gli ultimi Shalton rimasti nel mondo, il vecchio vuole fare di Adam il suo erede. Il giovane australiano accetta la richiesta e si trasferisce in Inghilterra, e da subito va molto d'accordo con suo zio, decidendo di stabilirsi a Lesser Hill. Adam conosce un amico di Richard, Sir Nathaniel de Salis, con il quale a sua volta stringe amicizia.
Nel mentre il più grande proprietario terriero nella regione fa ritorno a casa, è Edgard Casswall, proprietario di Castra Regis, la cui famiglia era stata assente per 120 anni. Richard organizza una grande festa per celebrarlo. Quando Adam, Richard e Sir Nathaniel si recano al porto per dare il primo benvenuto, incontrano Lady Arabella March, una vedova che possiede un palazzo chiamato Diana Grove. Richard e Sir Nathaniel sospettano che la donna voglia sedurre Casswall per condividere la sua fortuna e sbarazzarsi dei numerosi debiti. Adam nota che alcuni serpenti si aggirano nei dintorni. Edgard Casswall è accompagnato dal suo servitore africano Oolanga, esperto di magia voodoo. L'africano vedendo Lady Arabella si inginocchia adorandola come una dea.
Durante il festival, Adam conosce la famiglia Whatford, formata dal contadino Michael Whatford, e i suoi nipoti Lila e Mimi. Adam si innamora di Mimì. Poco dopo strani eventi iniziano a verificarsi nella regione. Adam trova una ragazza priva di sensi con un morso sul braccio. Sir Nathaniel gli dice che da diversi mesi appaiono animali e bambini uccisi nelle stesse circostanze. Adam confida di aver visto Lady Arabella nella foresta; la donna era già stata sospettata da sir Nathaniel. Diana Grove, la casa della donna, è un edificio antico sul quale grava una la leggenda che racconta di un mostro: un serpente bianco gigante. Secondo sir Nathaniel, Lady Arabella è controllata dal serpente bianco fin dall'adolescenza, quando un pungiglione velenoso l'aveva punta nel bosco. Tutti i medici credevano che sarebbe morta, ma lei era guarita improvvisamente, diventando crudele e spietata. Sir Nathaniel pensa che Lady Arabella sia morta per la ferita, e il serpente bianco abbia preso il controllo del suo corpo. 
Oolanga inizia a molestare Lady Arabella dicendo che è innamorato di lei. Lei, in presenza di Adam, che non può fare nulla, lancia il servo nero in una fossa sotto Diana Grove, dalla quale emerge un cattivo odore e una strana luce. Quando Sir Nathaniel ascolta la storia, non ha più dubbi che Lady Arabella sia responsabile dei crimini.
Il giovane Salton e Sir Nathaniel, una notte, decidono di andare a vedere il serpente bianco nella sua vera forma, quella di un grande serpente dagli occhi verdi e luminosi. Adam acquista Diana Grove con l'intenzione di riempire la fossa con della sabbia e farla saltare in aria con la dinamite. Un fulmine cade su Castra Regis e uccide tutti i suoi abitanti, poi diffondendosi attraverso una fune metallica brucia Diana Grove. Le cariche di dinamite esplodono e il serpente bianco muore.

## Pubblicazione
Il libro fu pubblicato in una prima edizione nel 1911, l'anno precedente la morte dell'autore, in versione integrale e con le illustrazioni di Pamela Colman Smith.
Successivamente nel 1925 fu pubblicata un'altra versione fortemente rimaneggiata, in cui i capitoli furono ridotti da quaranta a ventotto con un taglio complessivo di oltre cento pagine. In particolare degli undici capitoli in cui si svolge il finale ne rimasero solo cinque, portando molti critici a criticare questa edizione proprio per l'incoerenza del finale.

## Adattamenti
Dal libro il regista Ken Russell ha tratto un film nel 1988 dal titolo La tana del serpente bianco, interpretato da Hugh Grant e Amanda Donohoe.